# Pireneitega liansui
Pireneitega liansui är en spindelart som först beskrevs av Youhui Bao och Yin 2004.  Pireneitega liansui ingår i släktet Pireneitega och familjen mörkerspindlar. Inga underarter finns listade i Catalogue of Life.